# Šupljak
Šupljak (cyr. Шупљак) – wieś w Serbii, w Wojwodinie, w okręgu północnobackim, w mieście Subotica. W 2011 roku liczyła 1115 mieszkańców.